# بلوط مازوپوست
بلوط مازوپوست (نام علمی: Notholithocarpus densiflorus) نام یک گونه از تیره راشیان است.